# 东花园站
东花园站是京包铁路（原京张铁路）上的一个小火车站，位于河北省张家口市怀来县境内，是京包铁路出北京市后的第一个车站，1955年4月15日随京包线康狼改线一同开通。